# Axinandra zeylanica
Axinandra zeylanica är en tvåhjärtbladig växtart som beskrevs av George Henry Kendrick Thwaites. Axinandra zeylanica ingår i släktet Axinandra och familjen Melastomataceae. IUCN kategoriserar arten globalt som sårbar. Inga underarter finns listade i Catalogue of Life.